# Pneumatopteris sogerensis
Pneumatopteris sogerensis är en kärrbräkenväxtart som först beskrevs av Gepp, och fick sitt nu gällande namn av Holtt. Pneumatopteris sogerensis ingår i släktet Pneumatopteris och familjen Thelypteridaceae. Inga underarter finns listade.